# Гічва
Гічва (пол. Hoczew) — село в Польщі, у гміні Лісько Ліського повіту Підкарпатського воєводства, на теренах прадавніх українських земель, над річкою Сян. Із жовтня 1939 року до серпня 1944 року село було центром гміни в повіті Сянік.
Населення — 752 особи (2011).

## Історія
Сліди давнього городища в гирлі річок Сян і Гочівка вказують на існування тут давньоруського поселення в X—XI ст.
Село згадується в документі 1400 р. Перші відомі власники села — давньоруський рід Русин (згодом Гочевські, від назви родового гнізда), — брати Яцько (1376—1407), Юрій (+до 1407) та Іванко (1376—1388). Після загарбання Сяноцької Землі польською короною, попередники Владислава Ягайла підтвердили власність за Русинами-Гочевськими. Але згодом вони витісняються родом Балів за невідомих обставин. Перед 1427 поселення належало Матьяшу Угорцю (Matiasza Węgrzyna) сину Пйотра де Лобетанса (Piotr de Lobetans), дитини Новотанця (Nowotańca). 29 січня 1480, після смерті Яна Бала, стольника сяніцького, його сини: Матьяш II Баль, прапорщик сяніцький, кс. Пйотр Баль i Міколай I Баль, стольник сяніцький з Новотанца розділили власність батька. Миколай Баль отримав власність, що лежала біля Гочіва, у тому числі і Гочів. 19 грудня 1480 три брати Балі зробили перерозподіл володінь після смерті батька. Старшим братам (Матьяшу i кс. Пьйотрові) відійшли села: Гочів, Дзюрдзів, Терпичів (Бахлаве), Середнє Село, Березка, Вовкове Велике, Терка, Бережниця Вижня і Жерниця з лісами, які належали до тих сіл. З 1493 на місці був невеликий замок. 1519 — розділ володінь Балів від володінь Кмітів з Соб'єня — Матьяшу і кс. Пйотру Балам належать села: Гочів, Середнє Село й інші.
В 1565 село налічувало 66 селян і 43 ¾ ланів, войтівство Гочівське. 6 ланів належало до каштеляна Збігнева Сененського (Zbigniew Sienieński). Прибуток з села становив 172 зл. 1 грош. З тої місцевості походив Пйотр II Баль гербу Гоздава, син Матьяша III, шляхтич польський, який підписувався «з Гочіва». Наступні власники села — Белзецькі через шлюб Зофії Баль зі Станіславом Бельзецьким, воєводою подольським. Потім — у власності Катарини з Бельзецьких, яка вийшла заміж за Йозефа Любомирського гербу Шренява, воєводу чернігівського. В 1709 — Гочів у власності сина воєводи Адама Вельзецького, коштеляна белзецького, a з 1712 — Любомирського, князя на Віснічу і Ярославлю, генерала військ саксонських і польських. З 1720 село належало до Михала Урбанського, власника Лютовицьк, a з 1740 у власності роду Фредрів (Fredrów).
У 1867—1939 рр. Гочів — у Ліському повіті, суд посадовий у Балигороді. Під кінець XIX ст. в селі проживало 600 мешканців. У 1919—1939 рр. — у складі Польщі. Село належало до Ліського повіту Львівського воєводства, у 1934—1939 рр. у складі гміні Лісько. В 1921 р. — 848 осіб у 144 будинках. На 01.01.1939 у селі було 1000 жителів, з них 610 українців, 350 поляків і 40 євреїв. До 1939 в селі знаходився особняк, власниками якого були Казимир Сулятицький і Станіслав Мєльнєвич.
15 вересня 1944 р. село окуповане радянськими військами. Село Гічва стало одним із осередків нової польської злочинно-шовіністичної міліції. Згідно чисельним спогадам міліціонери-нелюди проводили чисельні каральні акції по українських селах, грабували простих людей, знущались над ними, катували членів сімей українських повстанців, кидали у в'язниці, у тому числі підлітків і старих, вибивали у них інформацію тортурами, а часто і вбивали ні в чому невинних без суду і слідства.
Попри польський терор за 1945—1946 рр. незначна частина українців були примусово депортовані на територію СРСР. У 1947 р. в рамках так званої операції «Вісла» 513 українців з Гічви депортовані на понімецькі землі.
У 1975—1998 роках село належало до Кросненського воєводства.

### Церква Вознесіння Господнього

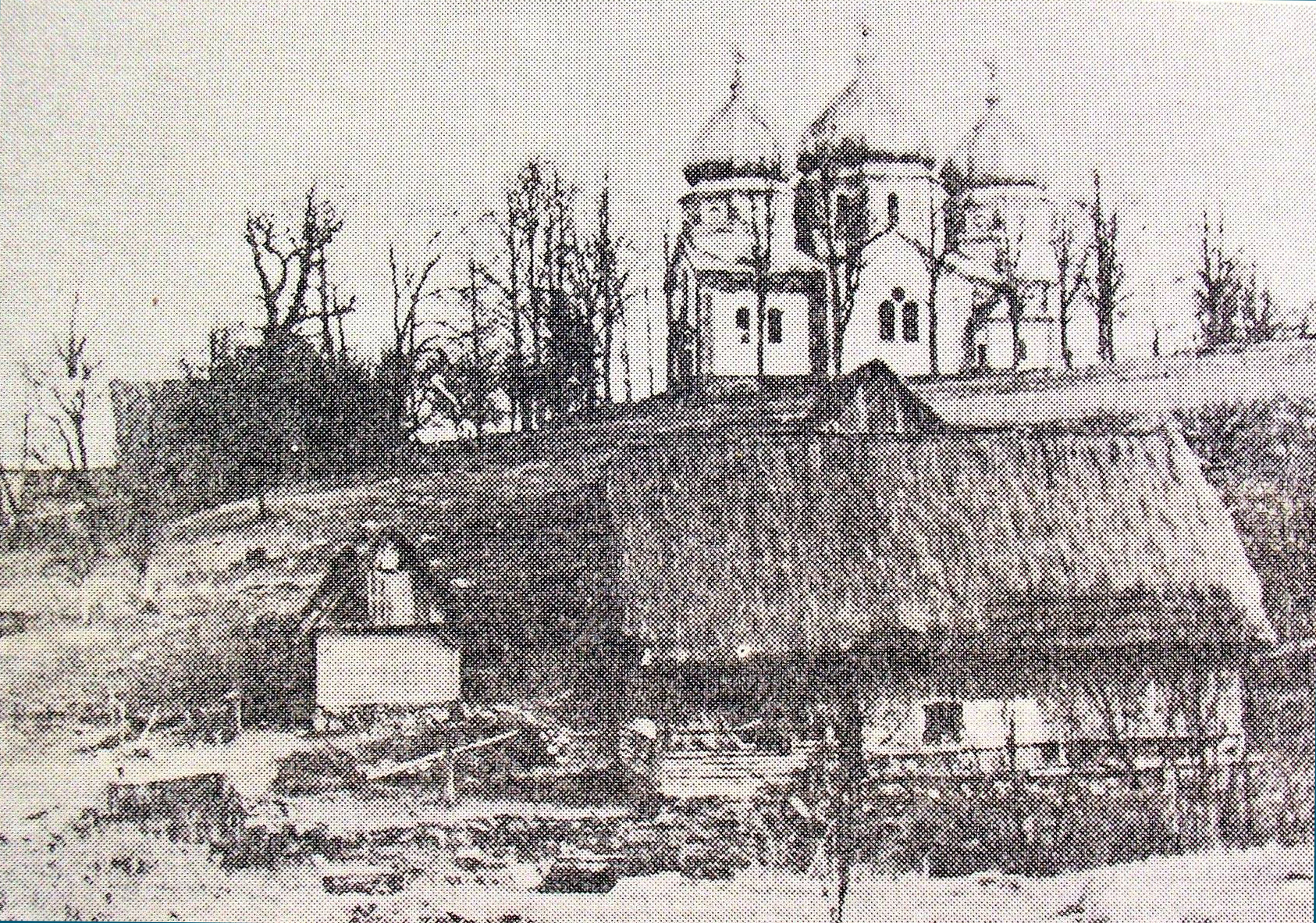
Церква Вознесіння Господнього у Гічві у 1905 році

Про першу церкву даних немає. Дерев'яна церква згадується в документі за 1761 р. Наступна дерев'яна збудована в 1798 р. коштами громади і Йозефа Бобовського. Остання мурована з цегли збудована в 1905 р. за проектом Є. Нагірного. Це була трикупольна парафіяльна святиня Балигородського деканату. З 1947 не діюча. На травень 1954 р. в церкві знаходились 3 вівтарі, 6 хоругов, 10 образів, 4 хрести і 4 лавиці. Церкву розібрано в 1965 р., а речі з неї передано до церкви в с. Дзюрдзів. Пресвітерія мурована збудована в ХІХ ст. і вкомпонована в частину церковного входу. В даний час у ній — етнографічний музей.
На 1785 рік селу належало 10.03 кв км земельних угідь, мешканці: 253 греко-католики, 145 римо-католиків і 12 юдеїв. 

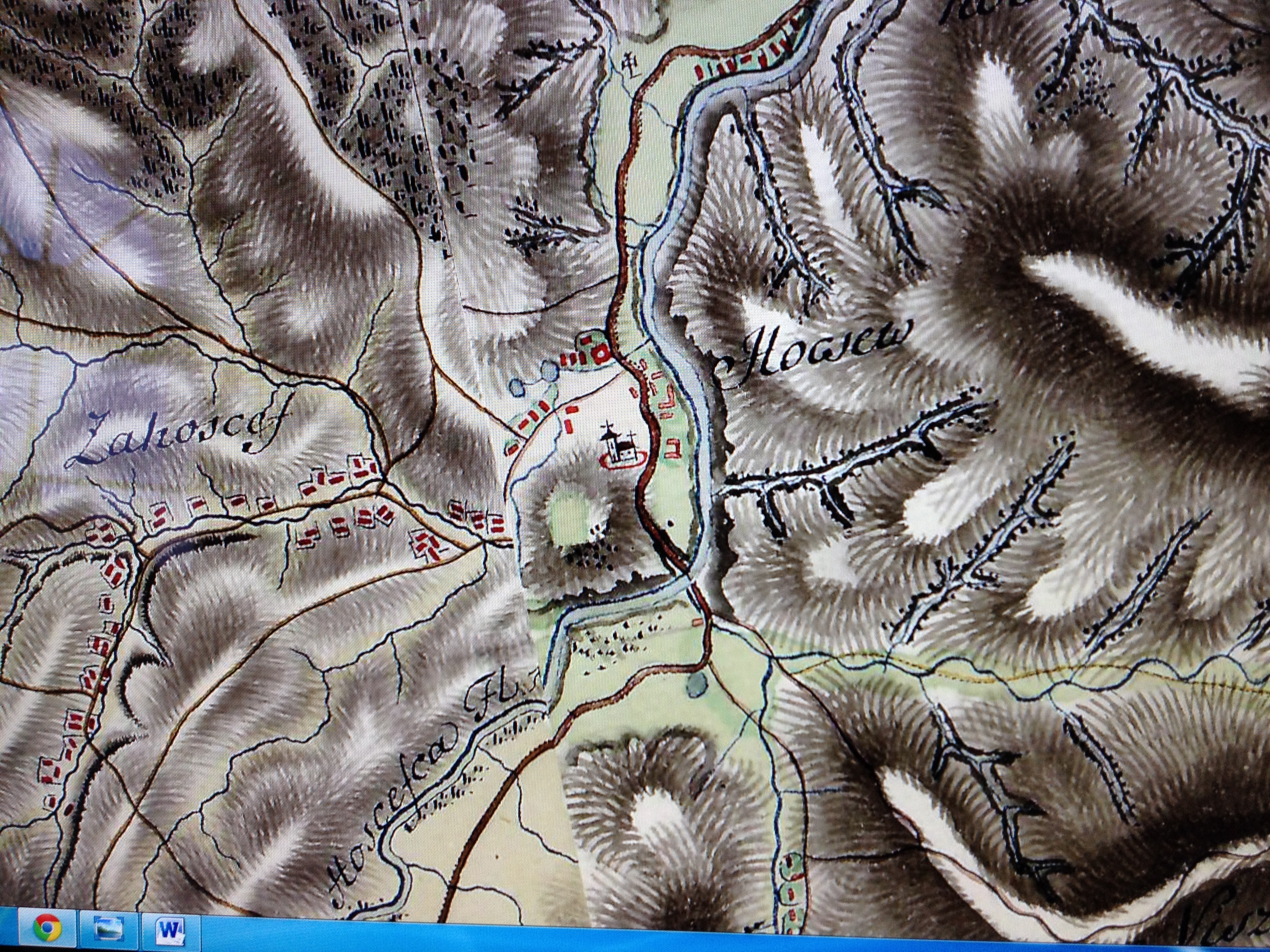
фрагмент карти 1779 року — Гічва

Кількість вірних, греко-католиків: 1840—266 осіб, 1859—290 осіб, 1879—294 особи, 1899—436 осіб, 1926—551 особа, 1936—615 осіб.
Крім цього, в 1938 в селі мешкало 250 римо-католиків і 41 юдей.

## Відомі люди
- Козак Іван — Доктор права, сотник УГА, і сотник Армії УНР.

## Демографія
Демографічна структура станом на 31 березня 2011 року:
|          | Загалом | Допрацездатний вік | Працездатний вік | Постпрацездатний вік |
| -------- | ------- | ------------------ | ---------------- | -------------------- |
| Чоловіки | 378     | 104                | 238              | 36                   |
| Жінки    | 374     | 74                 | 229              | 71                   |
| Разом    | 752     | 178                | 467              | 107                  |